# Palmela
Palmela je město a správní celek v Portugalsku. Jeho rozloha činí 463 km² a žije zde přes 58 tisíc obyvatel. Celek se skládá z 5 farností a je umístěn v oblasti Setúbal, cca 25 km od Lisabonu. Je součástí lisabonské metropolitní oblasti.

## Farnosti
- Marateca
- Palmela
- Pinhal Novo
- Poceirão
- Quinta do Anjo

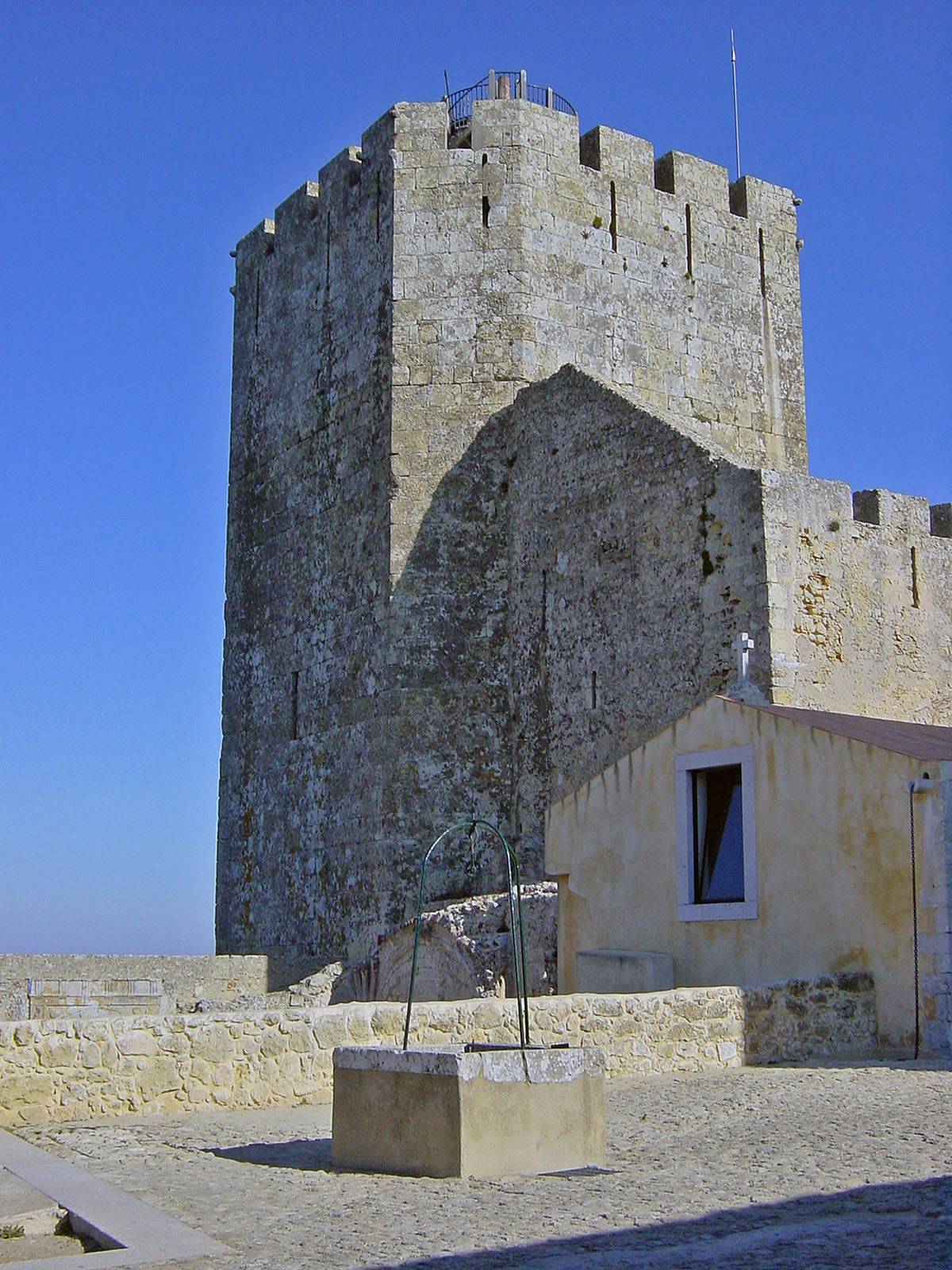
Castelo del Palmela

Jméno města je odvozeno od Cornelia Palma, římského konzula, který město založil. Původní pevnost Palmela, do té doby v rukou muslimů, byla ve 12. století dobyta Portugalci. Nachází se na kopci v oblasti zvané Arrábida. Jedná se o venkovské město přímo v centru největšího portugalského městského území, problémem je zdejší trend přistěhovalců z velkých měst. Nebezpečnější hrozbu pro město a jeho okolí představují požáry.
Nejznámější památkou je již zmíněný hrad (Castelo de Palmela), jenž nabízí unikátní pohled na celou oblast poloostrova Setúbal, Lisabon a pobřeží Atlantského oceánu. V minulých stoletích se jednalo o strategické místo, dodnes je zde hlavní dopravní a železniční uzel.
V Palmele se nacházejí mnohonárodnostní průmyslové podniky, jako je Volkswagen či Coca-Cola. Nemalý je i počet rodin ze zahraničí, kteří zde žijí. Místní rádio často vysílá i v ukrajinštině.
Zdejší tradiční produkt, víno, dosáhl mezinárodních ocenění v několika slavnostech například v Bordeaux stejně jako sýr z městečka Azeitão. Místním produktům se věnuje i několik festivalů, mezi nejznámější patří Festa das Vindimas (Slavnost vína) a Festival do Queijo, Pão e Vinho (Slavnosti sýru, chleba a vína).
Z Palmely pocházel portugalský badatel Hermenegildo Capelo. Krátce zde pobývali i známí lidé, mezi nimi i Hans Christian Andersen.

## Ekonomika
Oblast z hlediska ekonomického proslavila produkce ovoce a vína. V 90. letech 20. století si výrobce automobilů Volkswagen zvolil Palmelu jako místo své průmyslové výroby, která se stala největším zaměstnavatelem ve městě. Tvoří 1% celkového HDP Portugalska. Společný podnik Volkswagenu a Fordu měl svůj jediný záměr – sestavit model, který se bude prodávat pod třemi značkami – jako Volkswagen Sharan, Seat Alhambra a Ford Galaxy. V době rozkvětu podnik zvaný Autoeuropa téměř dosáhl hranice své maximální produkce (172 000 strojů za rok). Poté ale Ford opustil společný podnik a výroba některých modelů byla ukončena. Produkce automobilů značně poklesla a Volkswagen v Palmele musel soupeřit o zisk nových modelů s dalšími závody Volkswagen, zatímco jej ohrožovalo uzavření kvůli zisku koncesí od pracovníků a státu. Nakonec byla Autoeuropa vybrána k výrobě nového Volkswagenu Eos, která trvá od konce roku 2005. Už v témže roce 2005 zde bylo vyrobeno 79 896 automobilů, zahrnující původní modely a Eos. V roce 2008 začala Autoeuropa vyrábět i nový model Volkswagen Scirocco. Do budoucna bude však potřeba zajistit nové modely, které zajistí práceschopnost výroby.